# 赵复三
赵复三（1926年3月—2015年7月15日），男，上海人，中国基督教牧師、翻译家、历史学者、政治人物，曾任中国社会科学院副院长，中国籍联合国教科文组织执行局委员，1989年六四事件发生后，在法国巴黎表示反对中共镇压并向遇难者致哀，与中共政权决裂后出走国外。赵复三当时为副部级，是中国出走级别最高的官员。此后，赵复三先后在比利时、法国、美国南部大学任教，最终定居于美国康涅狄格州耶鲁大学附近，从事翻译和著书。

## 生平
赵复三于1926年3月出生于上海。其父亲赵师復在金融界工作，母亲系王宠惠之妹，赵师復是一个思想左倾的知识分子，曾就读于清华学校并赴美留学，是孔祥熙的同学。同时曾参加中共地下组织的活动，受其影响，四个儿子都在大学里参加了左翼学生运动。
赵复三中学就读于耀华学校。1940年，在耀华中学就读初中二年级的赵复三曾因学习成绩优秀，学校为其颁发奖品、书券以资鼓励。1946年毕业于上海圣约翰大学，毕业后任职于北京基督教青年会。1950年7月，时任北京青年会副总干事的赵复三，成为《三自宣言》的40名发起人之一。此后，赵复三出任中华圣公会牧师、中华圣公会华北教区总干事、燕京协和神学院教务长、北京基督教三自爱国运动委员会副主席。1954年5月任中国人民对外文化协会理事。
1964年夏，赵复三突然一改“宗教界进步人士”的形象，公开了秘密党员干部的身份，奉命调入中国社会科学院世界宗教研究所，负责批判神学的任务，从助理研究员、研究员、副所长，到1980年代出任中國社會科學院副院長和黨委副書記，并与赵朴初、赵紫宸合称中国大陆宗教学界的“三赵”之一。
文化大革命期间，赵复三的多位家族成员遭到迫害。趙復三與妻子瞿希賢離婚；大哥赵忠一（北京协和医院妇产科主任）自杀，二嫂被打成美国特务，二哥赵中玉（开滦煤矿已故工程师）也被从烈士陵园刨坟掘骨。
1979年赵复三作为中国社会科学院代表团实际领导人，率代表团前往美国各大学进行学术访问，代表团成员包括钱钟书和费孝通。1980年代，中国基督教三自爱国运动委员会恢复活动后，赵复三出任第三届、第四届副主席。
赵复三又在1988年当选为第七届全国人民代表大会常务委员会委员、第七届全国人民代表大会外事委員會委員。又作为中国籍联合国教科文组织执行局委员，1989年六四事件後，6月9日，赵复三在巴黎联合国教科文组织会议上，发表声明，公开谴责中国政府动用军队镇压学生，1990年6月被撤销全国人大常委會委員、全國人大外事委員會委員的职务。此后赵复三在美国南方的俄克拉荷马城大学任教。此后中國共產黨領導人曾邀请他回国，赵复三拒绝并表示“绝不再整人，也不要别人整”。
赵复三退休后，与耶鲁大学东亚图书馆退休部门主管陈晓蔷结婚，定居耶鲁，并翻译《西方文化史》、《西方思想史》、冯友兰著《中国哲学简史》等著作。
2015年7月15日，赵复三在美国康州病逝，享年89岁。他的朋友，学者丁伟志、何方等人发布讣告称：“在长达26年流寓的晚年生活中，赵复三先生不计世事浮沉与荣辱得失，……始终放心不下的是中国文化的前途和中华民族的命运。”“这样一位终生热爱祖国的人，却最终未能叶落归根，埋骨异邦，这不仅是他个人的不幸，也是他所在时代的不幸。”

## 观点
赵复三1988年在华盛顿接受采访时表示：“在中国流传的马克思的名言‘宗教是人民的鸦片’，被曲解和误解为宗教是毒品，其实，马克思说的鸦片，是一种镇痛剂，是药品而不是毒品。”
赵复三曾表示：“爱国不只是眷恋桂林的山水，或者德州的烧鸡，而根本上是爱中国的广大的人民，爱中国文化的精髓。”